# Huygenspark
Huygenspark is een buurt in de wijk Stationsbuurt in Den Haag, waarin zich ook het park Huijgenspark bevindt.
Deze buurt ontleent zijn naam aan Constantijn Huygens (1596-1687), die onder andere secretaris van enkele stadhouders was.
Tot in het midden van de 19de eeuw was er in dit deel van Den Haag alleen bebouwing aan het Groenewegje, Zieken, Kikkerstraat en het Huygenspark. In 1843 werd door de weilanden de spoorlijn naar Amsterdam aangelegd met het station van de Hollandsche IJzeren Spoorweg-Maatschappij (thans station Hollands Spoor). 
De vroegere naam van het Huygenspark was in de 18e en 19e eeuw in de volksmond de Bogt van Guinee, naar een daar gevestigd logement met die naam. Na de geruchtmakende moord in 1872 op de rijke weduwe Van der Kouwen en haar dienstmeid Leentje door Hendrik Jut, die in 1875 werd gearresteerd en wiens naam zou voortleven in de Kop-van-jut, was deze aanduiding zo besmet geworden dat de gemeente het plein in 1873 op verzoek van de bewoners omdoopten in Huygenspark. Toen die beladen naam inmiddels in de vergetelheid was geraakt , kreeg in 1996 een nabijgelegen straat de officiële naam Bocht van Guinea.
Bij het Huygenspark was het vertrekpunt van de eerste interlokale tram in Nederland. Sinds 1866 reed deze paardentram naar Delft. In 1887 werd dit een stoomtramlijn. In 1923 werd dit de eerste elektrische interlokale HTM-tramlijn. Deze had een keerlus via Huygenspark en Huygensstraat. In 1927 werd het deel Rijswijkse Plein - Huygenspark opgeheven en vervangen door een nieuwe route via het Zieken naar het Plein. Vlak naast/langs het Huygenspark  hebben er op het Huygensplein/Stationsweg talrijke paardentramlijnen, elektrische tramlijnen (tot 1926), en stads en streek-buslijnen gereden. Nu rijd er helemaal geen lijn meer, maar er waren periodes dat er wel 7 of 8 buslijnen reden door deze smalle straat.